# Lavinia Șandru
Lavinia Marcela Șandru (n. 6 februarie 1975, Dej, România) este o jurnalistă, politiciană și actriță română. A debutat ca realizator programe radio în 1994 la Radio UNIPLUS și în televiziune, în 1996, la Antena 1. Ca politician, a fost aleasă deputat pe listele PNL - PD în legislatura 2004 - 2008 în județul Mureș.. Este inițiatoarea "Legii Mamelor", încă în vigoare, una dintre cele generoase din Uniunea Europeană. Din februarie 2005 a fost deputat independent și a devenit membră a Partidului Inițiativa Națională, al cărui președinte a fost din 2009 și până la fuziunea acestuia cu UNPR. După retragerea din politică din 2013,  a realizat un talk show zilnic de actualitate la Realitatea TV și, ulterior, emisiuni culturale la TVR1 și Canal 33. Ca actriță, a realizat roluri principale în teatru (Timeaholics, Vlaicu Voda), film ("Ana. Ana Simion", în regia lui Mihai Mălaimare) și a pus voce unor personaje din filme de animație (Zootropolis, Mașini 3). Pentru rolul principal din filmul "Ana. Ana Simion" a primit premiul pentru debut la Festivalul internațional de film de la Varna. În 2025 și-a anunțat candidatura la Președinția României, din partea PUSL.

## Biografie

### Tinerețe și studii
Este absolventă a Academiei de Artă Teatrală din Târgu Mureș și a unui program de master al Facultății de Științe Politice din cadrul Universității din București.

## Carieră politică
Din 1994, când a debutat în presa audio-vizuală, a realizat și moderat emisiuni în radio (UniPlus) și televiziune (Realitatea TV, TVR1, Canal 33).   
A început cariera politică în cadrul Partidului Democrat, îndeplinind funcțiile de secretar executiv al Departamentului de imagine (2001 - 2002), secretar executiv al Departamentului de relații internaționale (2002 - 2005), președinte al filialei din Târgu Mureș a partidului (2004 - 2005). În 2004 a fost aleasă deputat de Mureș. 
Este inițiatoarea "Legii Mamelor" prin care persoanele care au intrat în concediu pentru creșterea copilului primesc, pe o perioadă de doi ani, o indemnizație lunară în cuantum de 85% din media veniturilor realizate pe ultimele 12 luni.
În 2005 a înființat Partidul Inițiativa Națională, unde a ocupat funcția de vicepreședinte. Din 2009 a devenit președintele acestui partid, declarându-se adeptă a unei doctrine social-ecologiste.
În 2012 a primit titlul de „Femeia Anului 2012” la Gala Femeilor de Succes organizată în România.
Ca actriță, a realizat roluri principale în teatru (Timeaholics, Vlaicu Voda), film ("Ana. Ana Simion", în regia lui Mihai Mălaimare) și a pus voce unor personaje din filme de animație (Zootropolis, Mașini 3). Pentru rolul principal din filmul "Ana. Ana Simion" a primit premiul pentru debut la Festivalul internațional de film de la Varna. 
Este fiica lui Iulian Șandru, profesor de matematică, și a Luciei Șandru, profesoară de limba română. Lavinia Șandru s-a căsătorit în mai 2005 cu Darius Vâlcov, primarul orașului Slatina și ulterior ministru de finanțe, de care a divorțat în mai 2016.

### Candidatura la alegerile prezidențiale din 2025
În 2025 și-a anunțat candidatura la Președinția României, din partea Partidului Umanist  Social Liberal (PUSL).  